# Comesperma flavum
Comesperma flavum là một loài thực vật có hoa trong họ Polygalaceae. Loài này được DC. mô tả khoa học đầu tiên năm 1824.